# Mejan Chatun
Mejan Chatun lub Majan Hatun, kurdyjskie: Meyan Xatûn (ur. w 1874/1873 w Ba'adrze, Imperium Osmańskie, zm. 1957/1958 w Sindżarze, Królestwo Iraku) — kurdyjsko-jezydzka mira (księżna), regentka jezydzkiego Emiratu Szejchana w latach 1913–1958/1957. 
Mejan była córką jezydzkiego księcia Abdi Bega, żoną mira Ali Bega, matką mira Sa'id Bega i babką mira Jezydów Tahsin Bega, którego wychowała po śmierci jej syna.